# Judecătorie
Judecătoria reprezintă un organ al puterii judecătorești (judiciarului) din România cu atribuții de a soluționa litigiile în primă instanță. La nivel național există aproximativ 300 de judecătorii, arondate unor tribunale.